# Botanophila ciliata
Botanophila ciliata este o specie de muște din genul Botanophila, familia Anthomyiidae. A fost descrisă pentru prima dată de Karl în anul 1935. Conform Catalogue of Life specia Botanophila ciliata nu are subspecii cunoscute.